# Герольд, Энди
Герольд, Энди (англ. Andy Gerold) — американский музыкант, мультиинструменталист, наиболее известный по своей работе с Marilyn Manson и Ashes Divide. Родился 13 июня 1978 года в городе Сандаски, штат Огайо. Участвовал в группах: Marilyn Manson (был концертным басистом с 2008 по 2010), My Darling Murder, Victims In Ecstacy, Daughters of Mara, Wired All Wron.

## Биография
Герольд учился музыке в Arizona’s New School (город Финикс). На его стиль игры оказали влияние такие гитаристы, как Робин Финк, Джонни Гринвуд и Джон Уильямс.
В 1998 году Энди с вокалистом Джимом Лаувау (англ. Jim Louvau) сформировал группу Victims In Ecstacy, где играл на гитаре и барабанах. Группа играла индастриал-метал, её музыканты носили платья, юбки, женскую косметику, и боа на сцене.
В 2003—2005 годах Энди играет на гитаре в группе Opiate for the Masses.
В 2005 Герольд собирает группу My Darling Murder, где пишет тексты, сочиняет музыку и продюсирует демозаписи. Под влиянием таких групп, как Faith No More, Nine Inch Nails, Marilyn Manson, Radiohead, Tool, и Muse My Darling Murder создали своё электрическое звучание, не подпадающее под какое-то четкое определение. Группа развалилась после неожиданного ухода вокалиста Chris Ruoff.
В 2006 Герольд был гастрольным гитаристом группы Wired All Wrong. Выступал с ними в поддержку альбома Break out the Battle Tapes.
После турне с Wired All Wrong, Герольд становится постоянным басистом группы Daughters Of Mara. Принимает участие в записи их дебютного альбома I am Destroyer (2007 год), который так и не был выпущен.
Он участвует в турне в составе группы Ashes Divide в качестве соло-гитариста. В 2008 группа была приглашена открывать главную сцену в турне Projekt Revolution вместе с Linkin Park, Chris Cornell, Atreyu, и The Bravery. После этого турне группа завершила гастроли.
3 июня 2009 года в городе Брно, Чехия, Энди Герольд сыграл первое шоу в составе Marilyn Manson в качестве басиста. Герольд — самый молодой участник группы.